# دانيلا بيري
دانيلا بيري (بالإنجليزية: Danielle Perry)‏ هي دي جيه بريطانية، ولدت في 4 يونيو 1980 في بورنموث في المملكة المتحدة.